# Alf (postać literacka)
Alf – bohater dramatu Stanisława Grochowiaka Lęki poranne.
Jest to czterdziestopięcioletni mężczyzna, właściciel Kliniki Lalek. Dawniej miał salon fryzjerski. Jest alkoholikiem, pije głównie denaturat. Cierpi na delirium. W swych halucynacjach rozmawia z Bisem.
Żona i Med namawiają Alfa, żeby podjął walkę z nałogiem. Podczas przyjęcia urodzinowego mężczyzna wpada w amok i wyrzuca gości. Następnie ponownie spotyka Bisa. Ten podcina Alfowi gardło brzytwą.
W postać Alfa wcielili się m.in.: Włodzimierz Matuszak (1981), Bronisław Orlicz (1977), Bronisław Pawlik (1973), Roman Wilhelmi (1978), Edward Żentara (1980).